# 朝里村
朝里村（あさりむら）は、かつて北海道小樽郡に存在した村である。

## 沿革
- 1902年（明治35年）4月1日 - 北海道二級町村制施行により小樽郡朝里村、熊碓村、張碓村、銭函村が合併し、朝里村が発足。小樽支庁に所属。
- 1910年（明治43年）3月1日 - 支庁の統合により後志支庁に所属。
- 1940年（昭和15年）9月1日 - 小樽市に編入され消滅。